# NGC 2222
NGC 2222 est une galaxie spirale barrée vue par la tranche et située dans la constellation du Peintre. NGC 2222 a été découverte par l'astronome britannique John Herschel en 1834.

## Caractéristiques
La classe de luminosité de NGC 2222 est I.
Sa vitesse par rapport au fond diffus cosmologique est de (2 698 ± 13) km/s, ce qui correspond à une distance de Hubble de 39,8 ± 2,8 Mpc (∼130 millions d'al).

## Triplet de galaxies
Les galaxies NGC 2221, NGC 2222 et ESO 161-1 sont très rapprochées sur la sphère céleste. NGC 2221 et NGC 2222 ont une vitesse radiale semblable, 2 532 km/s pour la première et 2 602 km/s pour la deuxième. Ces deux galaxies forment donc une paire de galaxie en interaction gravitationnelle. Selon cette étude, ESO 161-1 serait aussi à peu près à la même distance de nous, soit 37,9 ± 2,7 Mpc (∼124 millions d'al). Les trois galaxies forment donc un triplet de galaxies.